# Partido judicial de Brihuega
El partido judicial de Brihuega era uno de los nueve partidos judiciales en los que se dividió la provincia de Guadalajara (España) hasta 1965. Tenía como cabeza la localidad de Brihuega y englobaba a municipios del centro de la Alcarria, que fueron incluidos en el partido judicial de Guadalajara tras la reestructuración de los partidos judiciales de 1965.

## Municipios
| - Alarilla - Archilla - Argecilla - Atanzón - Balconete - Barriopedro - Brihuega - Budia - Cañizar - Carrascosa de Henares - Casas de San Galindo | - Caspueñas - Castilmimbre - Cívica - Copernal - Fuentes de la Alcarria - Gajanejos - Heras de Ayuso - Hita - Hontanares - Irueste - Ledanca | - Malacuera - Masegoso de Tajuña - Miralrío - Muduex - Olmeda del Extremo - Padilla de Hita - Pajares - Palazuelos del Agua - Rebollosa de Hita - Retuerta - Romancos | - San Andrés del Rey - Santa Clara - Solanillos del Extremo - Taragudo - Tomellosa - Torre del Burgo - Torija - Trijueque - Utande - Valdeancheta - Valdearenas | - Valdeavellano - Valdegrudas - Valderrebollo - Valdesaz - Valfermoso de las Monjas - Valfermoso de Tajuña - Villanueva de Argecilla - Villaviciosa de Tajuña - Yela - Yélamos de Arriba - Yélamos de Abajo |